# John Larsen
John Larsen, né le 27 août 1913 et mort le 5 août 1989 à Oslo, est un tireur sportif norvégien.

## Palmarès
- Jeux olympiques d'été de 1952 à Helsinki (Finlande):
  -  Médaille d'or en tir à cerf courant à 100 m[1].